# 名古屋市立赤星小学校
名古屋市立赤星小学校（なごやしりつ あかぼししょうがっこう）は、名古屋市中川区赤星3丁目302にある公立小学校。

## 歴史
1972年（昭和47年）に名古屋市立千音寺小学校分校として設置される。1978年（昭和53年）4月1日に分離独立を果たした。校名の「赤星」は、古くからある地名である。

### 児童数の変遷
『愛知県小中学校誌』（2018年）によると、児童数の変遷は以下の通りである。
| 1978年（昭和53年） | 904人 |  |
| 1987年（昭和62年） | 581人 |  |
| 1997年（平成9年）  | 287人 |  |
| 2007年（平成19年） | 492人 |  |
| 2017年（平成29年） | 497人 |  |

## 通学区域
所管する名古屋市教育委員会は、2024年（令和6年）11月23日現在、中川区のうち、赤星一丁目・赤星二丁目・赤星三丁目・千音寺一丁目・千音寺二丁目・千音寺三丁目・新家一丁目・新家三丁目の全域および新家二丁目の一部、富田町大字千音寺の一部（字一本松・字稲屋・字猪ノ木・字上之坪・字上前田畔・字上屋敷・字粉諸・字郷東・字桜木・字三角・字三反田・字中地・字中狭間・字西川岸塚・字西五反田・字西屋敷・字西六反畑・字狭間・字東川岸塚・字東五反田・字平毛・字南屋敷・字無田居・字六供の全域および字仏供田の一部）を通学区域として指定している。
また、卒業後の進学先は名古屋市立はとり中学校となっている。

## 交通アクセス
- 名古屋市営バス名古屋西インター停留所が最寄りバス停である[WEB 1]。なお、名古屋西インターバス停とほぼ同じ場所に名鉄バス（岩塚線）の「千音寺荘」バス停があるため、名鉄バスでのアクセスも可能である。

### WEB
1. 1 2  名古屋市役所教育委員会事務局総務部企画経理課企画統計係 (2018年9月18日). “中川区の小・中学校一覧”.   名古屋市. 2018年11月14日閲覧。
2. ↑  名古屋市教育委員会事務局総務部教育環境計画室計画係 (2018年9月1日). “名古屋市立小・中学校の通学区域一覧（中川区）” (PDF).   名古屋市. 2018年11月15日閲覧。
3. ↑  名古屋市教育委員会事務局総務部教育環境計画室計画係 (2018年9月1日). “名古屋市立小・中学校の通学区域一覧（中川区富田町）” (PDF).   名古屋市. 2018年11月15日閲覧。
4. ↑  名古屋市教育委員会事務局総務部教育環境計画室計画係 (2018年4月1日). “名古屋市立中学校区一覧（小→中）” (PDF).   名古屋市. 2018年11月14日閲覧。

### 文献
1. ↑  中川区制50周年記念誌編集委員会 1987, p. 426.
2. 1 2  中川区制50周年記念誌編集委員会 1987, p. 427.
3. ↑  六三制教育七十周年記念 愛知県小中学校誌 合同記念誌編集特別委員会 2018, p. 230.